# Câu lạc bộ bóng đá Kiên Giang
Câu lạc bộ bóng đá Kiên Giang là một câu lạc bộ bóng đá Việt Nam có trụ sở ở Kiên Giang.

## Lịch sử
Tiền thân của câu lạc bộ là Đội bóng đá Kiên Giang, một đội bóng nghiệp dư cấp tỉnh, được thành lập vào năm 1998, đặt dưới sự quản lý của Sở Thể dục Thể thao Kiên Giang. Được xem là một đội bóng "đàn em" về thành tích, ít được đầu tư đúng mức, mãi đến năm 2004, đội chính thức thi đấu ở giải hạng Ba toàn quốc. Năm 2007, đội chơi tại giải hạng Nhì Quốc gia. Với sự tài trợ của Ngân hàng Kiên Long, đội mượn gần như toàn bộ đội U-21 của Bình Định để thi đấu tại giải với tên gọi Câu lạc bộ bóng đá Ngân hàng Kiên Long Kiên Giang. Huấn luyện viên của U-21 Bình Định Nguyễn Ngọc Thiện cũng chính thức trở thành huấn luyện viên trưởng của Kiên Giang. Tại mùa giải này, đội lọt vào đến vòng bán kết.
Năm 2008, nhà tài trợ chính của đội bóng là Công ty Nguyễn Hoàng, vì thế, đội thi đấu với tên gọi Câu lạc bộ bóng đá Nguyễn Hoàng Kiên Giang. Tuy nhiên, một lần nữa đội vẫn không qua khỏi vòng bán kết. Thành tích này vẫn tiếp tục lặp lại ở mùa giải 2009.
Sang mùa giải 2010, lần thứ tư đội lọt vào bán kết và giành được thắng lợi, sau đó đoạt chức vô địch giải hạng Nhì sau khi thắng được Phađin Quảng Ngãi ở trận bán kết và Hòa Phát V&V ở trận chung kết, giành quyền lên giải hạng Nhất quốc gia 2011.
Mùa giải 2011 với sự đầu tư của Ngân hàng Kiên Long, đội đã thi đấu tốt dưới tên gọi Câu lạc bộ bóng đá KienlongBank Kiên Giang. Ngày 28 tháng 7 năm 2011, đội bóng đã chuyển giao trở thành doanh nghiệp, đặt dưới quyền quản lý của Công ty Cổ phần Bóng đá Kiên Giang. Cùng với sự dẫn dắt xuất sắc của huấn luyện viên Lại Hồng Vân, ngày 20 tháng 8 năm 2011, đội bóng đã chính thức giành quyền chơi V.League 2012. Đến năm 2014, Kiên Giang do thiếu kinh phí nên đã xin rút khỏi bóng đá chuyên nghiệp nên đội bóng đã giải thể.
Mùa giải 2017, Câu lạc bộ bóng đá Kiên Giang chính thức trở lại tham dự Giải hạng Ba quốc gia 2017, tuy nhiên đội bóng thi đấu không thành công với thành tích toàn thua. Năm 2018, bóng đá Kiên Giang không tham dự giải hạng 3 nên giải tán một lần nữa.
Mùa giải 2022, một đội bóng mới có tên Câu lạc bộ Dugong Kiên Giang được thành lập bởi ông Nguyễn Anh Tuấn tham dự giải hạng Ba Quốc gia 2022. Đội bóng gồm các cầu thủ trẻ được dẫn dắt bởi huấn luyện viên Đào Văn Phong, cựu cầu thủ đội tuyển quốc gia Việt Nam. Ngày 31 tháng 10 năm 2022, Dugong Kiên Giang đã đánh bại câu lạc bộ Vị Trí Vàng Kon Tum với tỷ số 1–0 ở vòng chung kết giải hạng Ba quốc gia, qua đó giành vé lên chơi tại Giải hạng Nhì quốc gia 2023.

## Tên gọi qua các thời kì
- Đội bóng đá Kiên Giang: 1998-2007
- Câu lạc bộ bóng đá Ngân hàng Kiên Long Kiên Giang: 2007-2008
- Câu lạc bộ bóng đá Nguyễn Hoàng - Kiên Giang: 2008-2010
- Câu lạc bộ bóng đá Kienlongbank Kiên Giang: 2011-2014
- Câu lạc bộ bóng đá Kiên Giang: 2017
- Câu lạc bộ bóng đá Dugong Kiên Giang: 2022

## Thành tích
Giải hạng Nhì quốc gia
- Vô địch (1): 2010

Giải hạng Nhất quốc gia
- Á quân (1): 2011

Giải hạng Ba quốc gia
- Đồng vô địch (thăng hạng): 2022

## Đội hình
Không

## Thành tích của Kiên Giang

### Trong nước
| Thành tích của CLB Dugong Kiên Giang | Thành tích của CLB Dugong Kiên Giang | Thành tích của CLB Dugong Kiên Giang | Thành tích của CLB Dugong Kiên Giang | Thành tích của CLB Dugong Kiên Giang | Thành tích của CLB Dugong Kiên Giang | Thành tích của CLB Dugong Kiên Giang | Thành tích của CLB Dugong Kiên Giang | Thành tích của CLB Dugong Kiên Giang | Thành tích của CLB Dugong Kiên Giang | Thành tích của CLB Dugong Kiên Giang | Thành tích của CLB Dugong Kiên Giang | Thành tích của CLB Dugong Kiên Giang |
| Năm                                  | Hạng đấu                             | Hạng đấu                             | Hạng đấu                             | Hạng đấu                             | Thành tích                           | St                                   | T                                    | H                                    | B                                    | Bt                                   | Bb                                   | Điểm                                 |
| Năm                                  | I                                    | II                                   | III                                  | IV                                   | Thành tích                           | St                                   | T                                    | H                                    | B                                    | Bt                                   | Bb                                   | Điểm                                 |
| ------------------------------------ | ------------------------------------ | ------------------------------------ | ------------------------------------ | ------------------------------------ | ------------------------------------ | ------------------------------------ | ------------------------------------ | ------------------------------------ | ------------------------------------ | ------------------------------------ | ------------------------------------ | ------------------------------------ |
| 2005                                 |                                      |                                      |                                      |                                      | Vòng bảng                            | 14                                   | 6                                    | 4                                    | 4                                    | 20                                   | 16                                   | 22                                   |
| 2006                                 |                                      |                                      |                                      |                                      | Vòng bảng                            | 10                                   | 3                                    | 3                                    | 4                                    | 13                                   | 12                                   | 12                                   |
| 2007                                 |                                      |                                      |                                      |                                      | Bán kết                              | 9                                    | 6                                    | 0                                    | 3                                    | 15                                   | 11                                   | -                                    |
| 2008                                 |                                      |                                      |                                      |                                      | Bán kết                              | 11                                   | 6                                    | 4                                    | 1                                    | 26                                   | 9                                    | -                                    |
| 2009                                 |                                      |                                      |                                      |                                      | Bán kết                              | 11                                   | 8                                    | 3                                    | 0                                    | 23                                   | 10                                   | -                                    |
| 2010                                 |                                      |                                      |                                      |                                      | Vô địch                              | 12                                   | 8                                    | 3                                    | 1                                    | 26                                   | 8                                    | -                                    |
| 2011                                 |                                      |                                      |                                      |                                      | Á quân                               | 26                                   | 12                                   | 11                                   | 3                                    | 44                                   | 26                                   | 47                                   |
| 2012                                 |                                      |                                      |                                      |                                      | Thứ 10                               | 26                                   | 9                                    | 5                                    | 12                                   | 30                                   | 39                                   | 32                                   |